# Ellen List
Ellen Erna List, auch E. E. List, Pseudonym Alix von Buchen, (* 20. Februar 1898 in Frankenthal (Pfalz); † nach 1969) war eine deutsche Schriftstellerin.

## Leben
Ellen List lebte in Frankfurt am Main. Sie war Verfasserin zahlreicher Unterhaltungsromane, meist aus dem Genre der Frauenliteratur, die teilweise als Leihbuch, teilweise in Heftromanform erschienen.

## Werke
- Margot in Gefahr!, Hann.-Münden 1950
- Hans und Lore, Hannover 1951
- Gefährliches Geheimnis, Schwabach 1952
- Der funkelnde Tod, Papenburg 1953
- Liebe ist ein Zauberwort, Hannover 1954
- Alle Trümpfe in einer Hand, Menden/Sauerland 1955
- Der Drachenring, München 1956
- Alles Leid hat ein Ende, Darmstadt 1957
- Alle Wege führen zu dir, Darmstadt 1958
- Bald ist dein Leid zu Ende, Rastatt (Baden) 1959 (unter dem Namen Alix von Buchen)
- Als der Holunder blühte, Bad-Godesberg-Mehlem 1960
- Ein bißchen Zärtlichkeit, ein bißchen Liebe, Rosenheim 1961
- Alles, was mir blieb, bist du, Papenburg/Ems 1962
- Der Liebe wundersame Wege, Rastatt/Baden 1963
- Ein Herz zum Lieben, ein Kissen zum Weinen, Papenburg/Ems 1964
- Alle Seligkeit der Welt, Hamburg-Wandsbek 1965
- Ein Kind verzaubert zwei Herzen, Rastatt/Baden 1966
- Freiwild?, Bergisch Gladbach 1967
- Der Graf und das stürmische Mädchen, Bergisch Gladbach 1969

| Personendaten    | Personendaten                                                        |
| ---------------- | -------------------------------------------------------------------- |
| NAME             | List, Ellen                                                          |
| ALTERNATIVNAMEN  | List, Ellen Erna (vollständiger Name); List, E. E.; Buchen, Alix von |
| KURZBESCHREIBUNG | deutsche Schriftstellerin                                            |
| GEBURTSDATUM     | 20. Februar 1898                                                     |
| GEBURTSORT       | Frankenthal (Pfalz)                                                  |
| STERBEDATUM      | nach 1969                                                            |